# Rode ganzenvoet
Rode ganzenvoet (Oxybasis rubra) is een soort uit het geslacht kale ganzenvoet (Oxybasis). De naam 'ganzenvoet' is ontleend aan de vorm van het blad terwijl 'rode' aangeeft dat het de neiging heeft rood te verkleuren.

## Determinatie
Rode ganzenvoet is een eenjarige, kruidachtige plant. Ze wordt 5–100 cm hoog en is zeer variabel van vorm. De al of niet vlezige bladeren staan verspreid langs de stengel. De onderste en middelste bladeren zijn aan de onderzijde glanzend. De onderste bladeren hebben schuin naar voren wijzende lobben.
De soort bloeit in schijnaren die uit een tros bestaan. De bloeitijd is van juli tot de herfst. De bloemen zijn groenachtig en vrij onbeduidend. De vrucht is een eenzadig nootje.

## Ecologie
Rode ganzenvoet is een pioniersoort van op open, zonnige, vochtige tot natte, eutrofe (met name stikstofrijke), zware, dichtgeslibde of verstoorde bodems (ook op brakke plekken) bestaande uit klei en soms uit zand. Het gaat vooral om omgewerkte en opgespoten grond, drooggevallen waterkanten, braakliggende terreinen, oevers van brakke zeearmen en kreken en op de hogere delen van schorren. Verder in uiterwaarden, graslanden en in akkers, in tuinen en bij mesthopen, in afgravingen, op baggerstortterreinen en in drooggevallen delen van infiltratieplassen in de duinen. Rode ganzenvoet wordt beschouwd als onkruid als ze voorkomt op akkerland en in moestuinen.

### Syntaxonomie
Rode ganzenvoet staat te boek als transgrediërende kensoort voor de associatie van ganzenvoeten en beklierde duizendknoop (Chenopodietum rubri) en het bovenliggende tandzaad-verbond (Bidention).

## Verspreiding
Nederland valt geheel binnen het Europese deel van het areaal. De soort is vrij zeldzaam in Zuid-Limburg en in grote delen van de zandgebieden en is elders algemeen tot zeer algemeen. Ze kan sterk op trosganzenvoet lijken maar is daarvan te onderscheiden door de drie- tot vijftallige bloemen (afhankelijk van een zijstandige of eindstandige plaatsing in de bloeiwijze) en verder door de verticaal of schuine horizontaal geplaatste, bruine zaden. Op zilte en brakke grond blijft de plant laag en heeft dan vlezige bladeren.

## Fotogalerij

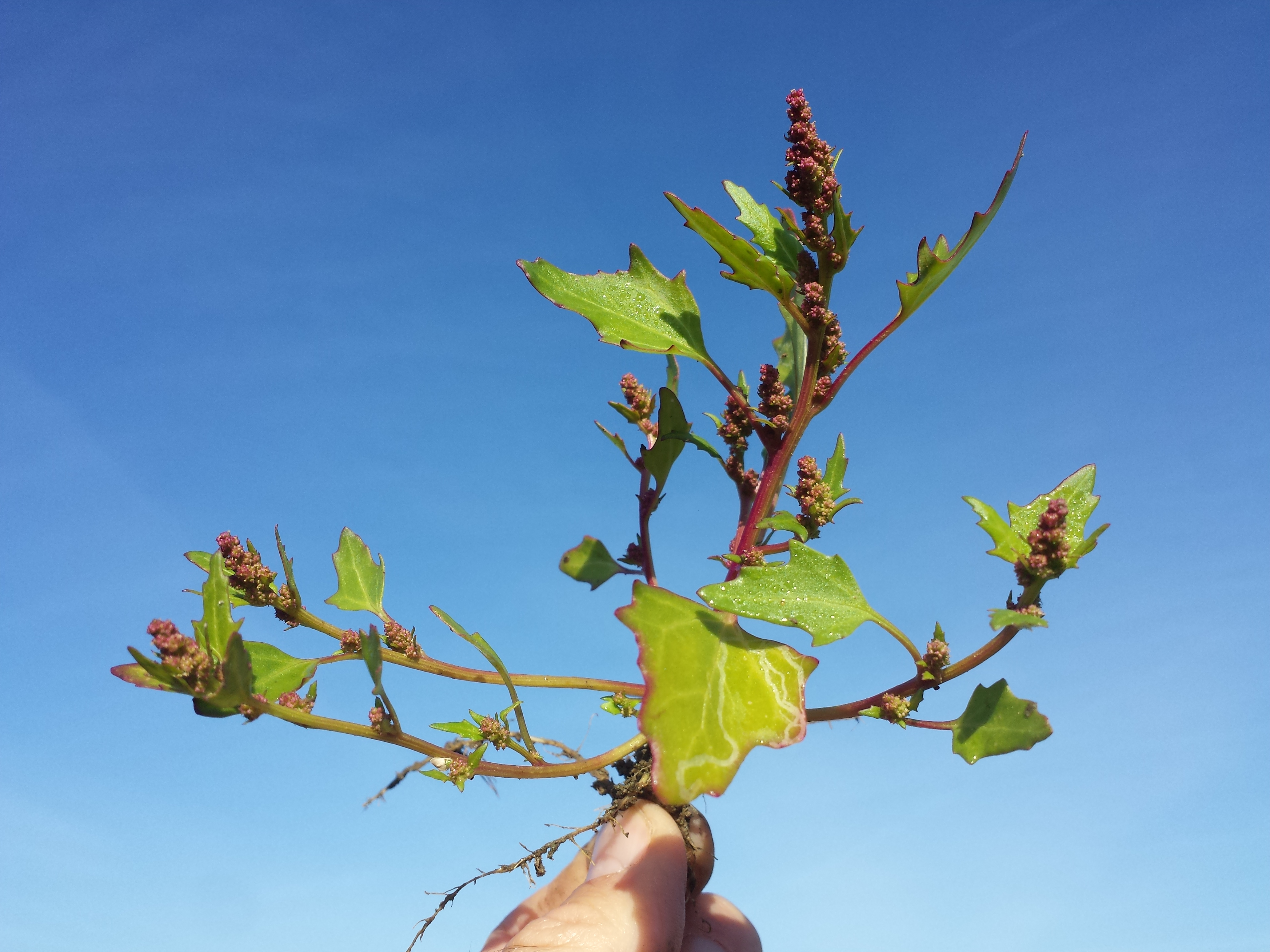
De plant is vaak rood aangelopen
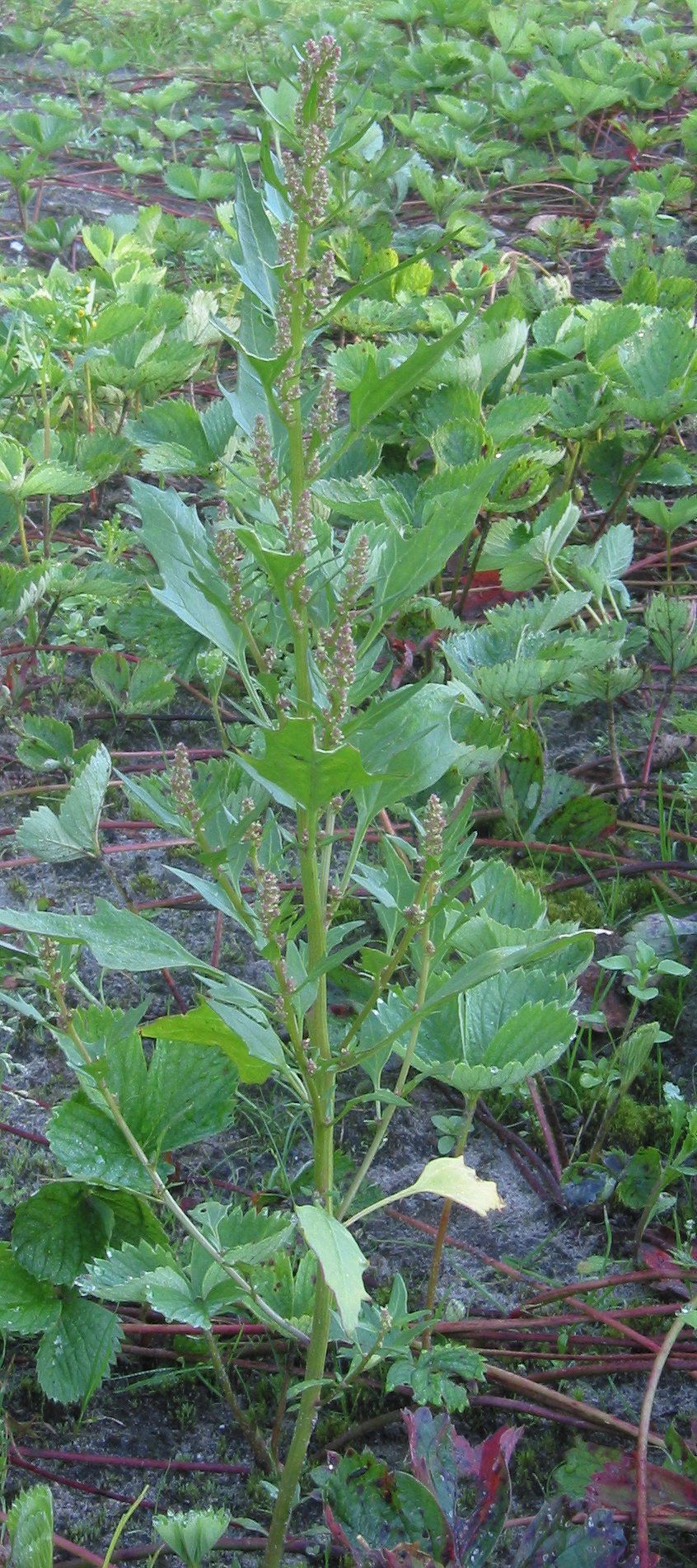
Bloeiende plant
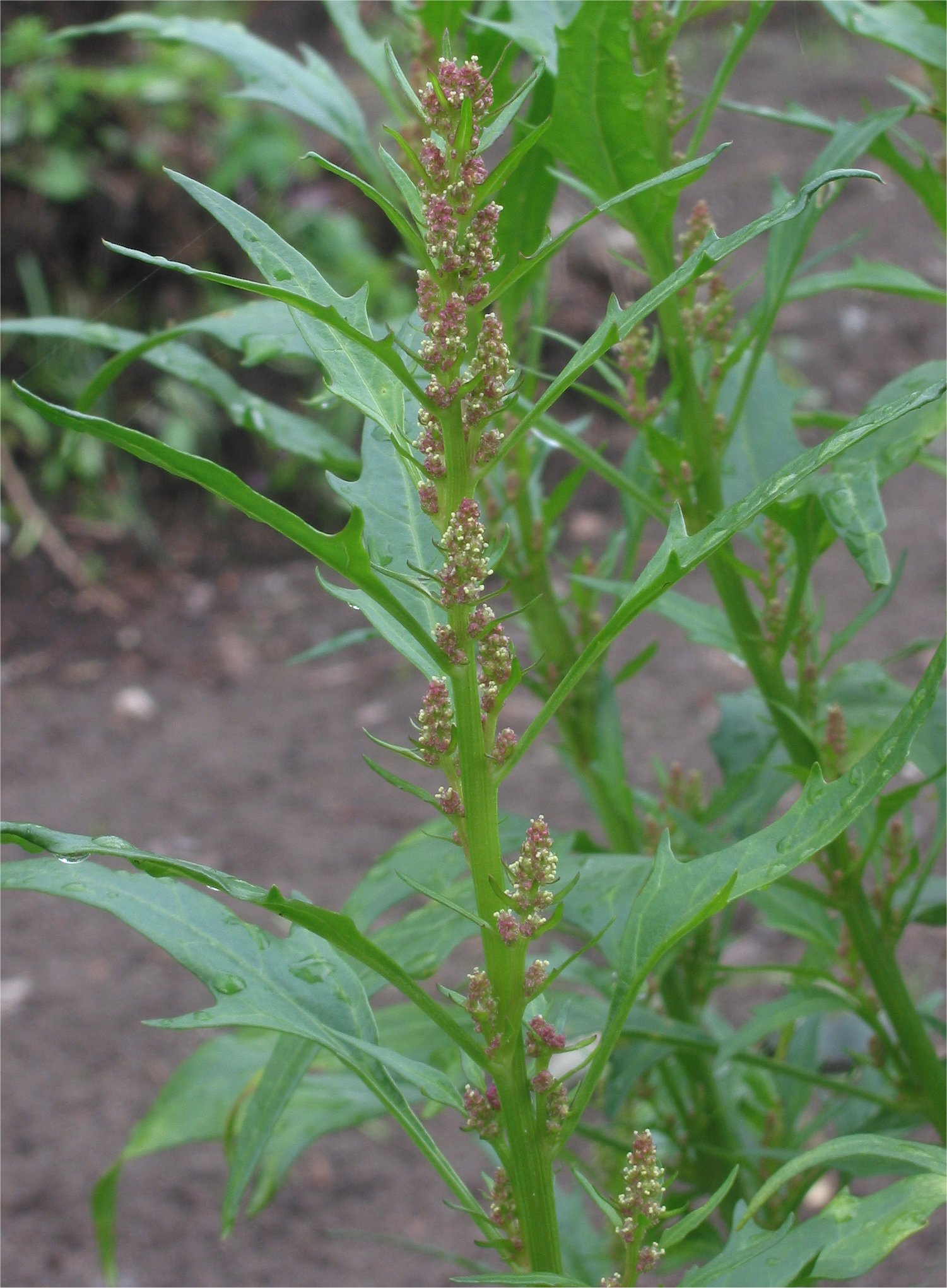
Bloeiwijze
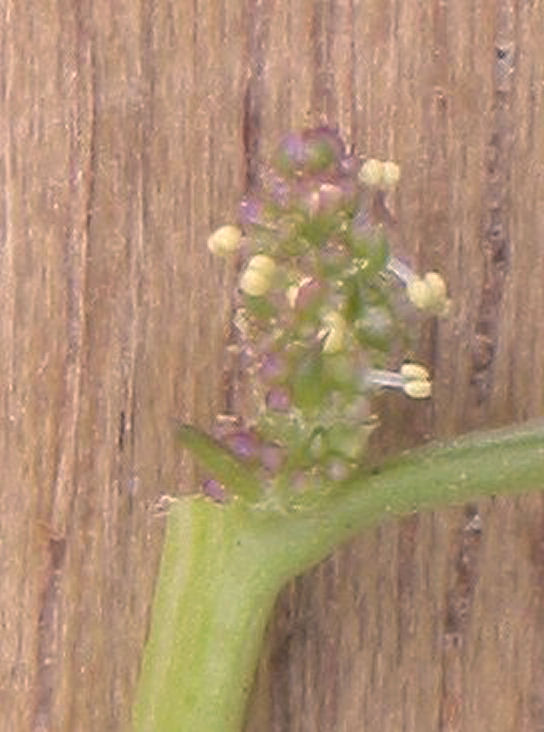
Bloeiwijze met meeldraden
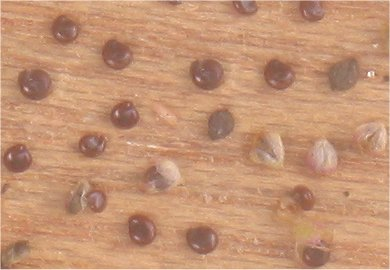
Nootjes